# Ассортативное смешивание
В области комплексных сетей ассортативное смешивание, или ассортативность, — это смещение в пользу связей между узлами сети со схожими характеристиками. В конкретном случае социальных сетей ассортативное смешивание также известно как гомофилия. Более редкий термин дизассортативное смешивание обозначает смещение в пользу связей между несхожими узлами.
В социальных сетях, например, индивиды зачастую выбирают ассоциацию с другими, имеющими схожий с ними возраст, национальность, месторасположение, расу, доход, образовательный уровень, религию или язык. В сетях сексуальных контактов наблюдаются те же самые смещения, но смешивание также при этом дизассортативно по полу — большинство партнёрств между индивидами противоположного пола.
Ассортативное смешивание может оказывать влияние, например, на распространение заболеваний: если индивиды имеют контакты преимущественно с другими членами той же популяционной группы, то заболевания будут распространяться преимущественно внутри этих групп. Многие заболевания и в самом деле имеют различные показатели распространения в различных популяционных группах, хотя на показатели распространения заболеваний влияют также и другие социальные и поведенческие факторы, включая вариации качества здравоохранения и различия социальных норм.
Ассортативное смешивание также наблюдается в других (не-социальных) типах сетей, включая биохимические сети в клетке, компьютерные и информационные сети, системную инженерию, и прочие.
Особый интерес представляет собой явление ассортативного смешивания по степени, обозначающее тенденцию узлов с высокой степенью соединяться с другими узлами с высокой степенью, аналогично для низких степеней. Поскольку степень сама по себе является топологическим свойством сети, этот тип ассортативного смешивания ведёт к более сложным структурным эффектам, чем другие типы. Эмпирически наблюдается ассортативное смешивание по степеням в большинстве социальных сетей, но большинство сетей других типов смешиваются дизассортативно, хотя есть исключения.